# Le Chesne (Ardensko)
Le Chesne je bývalá francouzská obec v departementu Ardensko v regionu Grand Est. V roce 2013 zde žilo 934 obyvatel.
K 1. lednu 2016 byla sloučena s obcemi Louvergny a Les Alleux do nově vzniklé obce Bairon-et-ses-Environs.

## Vývoj počtu obyvatel
Počet obyvatel